# Championnat du monde de vitesse moto 1956
Navigation
Édition précédente Édition suivante
Le Championnat du monde de vitesse moto 1956 est la huitième saison de vitesse moto organisée par la FIM.

Ce championnat comporte six courses de Grand Prix, toutes courues en Europe, pour quatre catégories : 500 cm3, 350 cm3, 250 cm3 et 125 cm3.

## Attribution des points
Les points du championnat sont attribués aux six premiers de chaque course :
- Premier : 8 points
- Second : 6 points
- Troisième : 4 points
- Quatrième : 3 points
- Cinquième : 2 points
- Sixième : 1 point

## Grands Prix
| N° | Course                            | Lieu       | Vainqueur 125 cm³ | Vainqueur 250 cm³ | Vainqueur 350 cm³ | Vainqueur 500 cm³ | Résultat |
| -- | --------------------------------- | ---------- | ----------------- | ----------------- | ----------------- | ----------------- | -------- |
| 1  | Tourist Trophy                    | Île de Man | Carlo Ubbiali     | Carlo Ubbiali     | Ken Kavanagh      | John Surtees      | Résultat |
| 2  | Grand Prix des Pays-Bas           | Assen      | Carlo Ubbiali     | Carlo Ubbiali     | Bill Lomas        | John Surtees      | Résultat |
| 3  | Grand Prix de Belgique            | Spa        | Carlo Ubbiali     | Carlo Ubbiali     | John Surtees      | John Surtees      | Résultat |
| 4  | Grand Prix d'Allemagne de l'Ouest | Solitude   | Romolo Ferri      | Carlo Ubbiali     | Bill Lomas        | Reg Armstrong     | Résultat |
| 5  | Grand Prix d'Ulster               | Dundrod    | Carlo Ubbiali     | Luigi Taveri      | Bill Lomas        | John Hartle       | Résultat |
| 6  | Grand Prix des Nations            | Monza      | Carlo Ubbiali     | Carlo Ubbiali     | Libero Liberati   | Geoff Duke        | Résultat |

## Résultats de la saison

### Championnat 1956 catégorie 500 cm³
| Clas. | Pilote           | Pays             | Constructeur | Points | Victoires |
| ----- | ---------------- | ---------------- | ------------ | ------ | --------- |
| 1     | John Surtees     | Royaume-Uni      | MV Agusta    | 24     | 3         |
| 2     | Walter Zeller    | Allemagne        | BMW          | 16     | 0         |
| 3     | John Hartle      | Royaume-Uni      | Norton       | 14     | 1         |
| 4     | Pierre Monneret  | France           | Gilera       | 12     | 0         |
| 5     | Reg Armstrong    | Irlande          | Gilera       | 11     | 1         |
| 6     | Umberto Masetti  | Italie           | MV Agusta    | 9      | 0         |
| 7     | Geoff Duke       | Royaume-Uni      | Gilera       | 8      | 1         |
| 8     | Bob Brown        | Royaume-Uni      | Matchless    | 6      | 0         |
| =     | Libero Liberati  | Italie           | Gilera       | 6      | 0         |
| 10    | Eddie Grant      | Afrique du Sud   | Norton       | 6      | 0         |
| 11    | Jack Brett       | Royaume-Uni      | Norton       | 5      | 0         |
| 12    | Peter Murphy     | Nouvelle-Zélande | Matchless    | 4      | 0         |
| 13    | Keith Bryen      | Australie        | Norton       | 4      | 0         |
| 14    | Gerold Klinger   | Autriche         | BMW          | 3      | 0         |
| =     | Geoffrey Tanner  | Royaume-Uni      | Norton       | 3      | 0         |
| 16    | Carlos Bandirola | Italie           | MV Agusta    | 2      | 0         |
| =     | Alfredo Milani   | Italie           | Gilera       | 2      | 0         |
| =     | Bill Lomas       | Royaume-Uni      | Moto Guzzi   | 2      | 0         |
| =     | Paul Fahey       | Nouvelle-Zélande | Matchless    | 2      | 0         |
| =     | Wilfred Herron   | Royaume-Uni      | Norton       | 2      | 0         |
| 21    | Ernst Hiller     | Allemagne        | BMW          | 1      | 0         |
| =     | Derek Ennett     | Royaume-Uni      | Matchless    | 1      | 0         |
| =     | Auguste Goffin   | Belgique         | Norton       | 1      | 0         |

### Championnat 1956 catégorie 350 cm³
| Clas. | Pilote          | Pays             | Constructeur | Points | Victoires |
| ----- | --------------- | ---------------- | ------------ | ------ | --------- |
| 1     | Bill Lomas      | Royaume-Uni      | Moto Guzzi   | 24     | 3         |
| 2     | Dickie Dale     | Royaume-Uni      | Moto Guzzi   | 17     | 0         |
| =     | August Hobl     | Allemagne        | DKW          | 17     | 0         |
| 4     | John Surtees    | Royaume-Uni      | MV Agusta    | 14     | 1         |
| 5     | Cecil Sandford  | Royaume-Uni      | DKW          | 13     | 0         |
| 6     | Ken Kavanagh    | Australie        | Moto Guzzi   | 10     | 1         |
| 7     | Libero Liberati | Italie           | Gilera       | 8      | 1         |
| 8     | John Hartle     | Royaume-Uni      | Norton       | 8      | 0         |
| 9     | Derek Ennett    | Royaume-Uni      | AJS          | 6      | 0         |
| 10    | Karl Hofmann    | Allemagne        | DKW          | 6      | 0         |
| 11    | Roberto Colombo | Italie           | MV Agusta    | 4      | 0         |
| 12    | Jack Brett      | Royaume-Uni      | Norton       | 3      | 0         |
| 13    | Hans Bartl      | Pays-Bas         | DKW          | 3      | 0         |
| 14    | Umberto Masetti | Italie           | MV Agusta    | 2      | 0         |
| =     | Peter Murphy    | Nouvelle-Zélande | 2            | 0      |           |
| =     | Eddie Grant     | Afrique du Sud   | Norton       | 2      | 0         |
| 17    | Bob Brown       | Australie        | AJS          | 1      | 0         |
| =     | Bob Matthews    | Royaume-Uni      | Norton       | 1      | 0         |
| =     | Alan Trow       | Royaume-Uni      | Norton       | 1      | 0         |

### Championnat 1956 catégorie 250 cm³
| Clas. | Pilote                | Pays             | Constructeur | Points | Victoires |
| ----- | --------------------- | ---------------- | ------------ | ------ | --------- |
| 1     | Carlo Ubbiali         | Italie           | MV Agusta    | 32     | 5         |
| 2     | Luigi Taveri          | Suisse           | MV Agusta    | 26     | 1         |
| 3     | Enrico Lorenzetti     | Italie           | Moto Guzzi   | 10     | 0         |
| 4     | Roberto Colombo       | Italie           | MV Agusta    | 9      | 0         |
| =     | Horst Kassner         | Allemagne        | NSU          | 9      | 0         |
| 6     | Remo Venturi          | Italie           | MV Agusta    | 8      | 0         |
| 7     | Sammy Miller          | Royaume-Uni      | NSU          | 7      | 0         |
| 8     | Hans Baltisberger     | Allemagne        | NSU          | 7      | 0         |
| 9     | Arthur Wheeler        | Royaume-Uni      | Moto Guzzi   | 5      | 0         |
| 10    | Bob Coleman           | Nouvelle-Zélande | NSU          | 3      | 0         |
| =     | Kees Koster           | Pays-Bas         | NSU          | 3      | 0         |
| 12    | František Bartoš (en) | Tchécoslovaquie  | ČZ           | 2      | 0         |
| =     | Bill Maddrick         | Royaume-Uni      | Moto Guzzi   | 2      | 0         |
| =     | Lo Simons             | Pays-Bas         | NSU          | 2      | 0         |
| =     | Alano Montanari       | Italie           | Moto Guzzi   | 2      | 0         |
| =     | Bob Brown             | Australie        | NSU          | 2      | 0         |
| 17    | Jean-Pierre Bayle     | France           | NSU          | 1      | 0         |
| =     | Maurice Büla          | Suisse           | NSU          | 1      | 0         |
| =     | Roland Heck           | Allemagne        | NSU          | 1      | 0         |
| =     | Jirí Kostir           | Tchécoslovaquie  | ČZ           | 1      | 0         |

### Championnat 1956 catégorie 125 cm³
| Clas. | Pilote                | Pays            | Constructeur | Points | Victoires |
| ----- | --------------------- | --------------- | ------------ | ------ | --------- |
| 1     | Carlo Ubbiali         | Italie          | MV Agusta    | 32     | 5         |
| 2     | Romolo Ferri          | Italie          | Gilera       | 14     | 1         |
| 3     | Luigi Taveri          | Suisse          | MV Agusta    | 12     | 0         |
| 4     | Tarquinio Provini     | Italie          | Mondial      | 10     | 0         |
| 5     | Fortunato Libanori    | Italie          | MV Agusta    | 9      | 0         |
| 6     | Marcelo Cama          | Espagne         | Montesa      | 6      | 0         |
| 7     | August Hobl           | Allemagne       | DKW          | 6      | 0         |
| 8     | Karl Hofman           | Allemagne       | DKW          | 5      | 0         |
| 9     | Pierre Monneret       | France          | Gilera       | 4      | 0         |
| =     | Francisco Gonzalez    | Espagne         | Montesa      | 4      | 0         |
| =     | Renato Sartori        | Italie          | Mondial      | 4      | 0         |
| =     | Bill Webster          | Royaume-Uni     | MV Agusta    | 4      | 0         |
| 13    | Cecil Sandford        | Royaume-Uni     | Mondial      | 4      | 0         |
| 14    | Enrico Sirera         | Espagne         | Montesa      | 3      | 0         |
| =     | Bill Maddrick         | Royaume-Uni     | MV Agusta    | 3      | 0         |
| 16    | Sandro Artusi         | Italie          | Ducati       | 2      | 0         |
| =     | Dave Chadwick         | Royaume-Uni     | LEF          | 2      | 0         |
| =     | Frank Cope            | Royaume-Uni     | MV Agusta    | 2      | 0         |
| =     | František Bartoš (en) | Tchécoslovaquie | ČZ           | 1      | 0         |
| =     | Johnny Grace          | Gibraltar       | Montesa      | 1      | 0         |
| =     | Vaclav Parus          | Tchécoslovaquie | ČZ           | 1      | 0         |